# Territoriale indeling van Mato Grosso

Mato Grosso

De Braziliaanse deelstaat Mato Grosso is ingedeeld in 5 mesoregio's, 22 microregio's en 139 gemeenten.

## Mesoregio Centro-Sul Mato-Grossense
4 microregio's, 17 gemeenten

### Microregio Alto Pantanal
4 gemeenten:
Barão de Melgaço -
Cáceres -
Curvelândia -
Poconé

### Microregio Alto Paraguai
5 gemeenten:
Alto Paraguai -
Arenápolis -
Nova Marilândia -
Nortelândia -
Santo Afonso

### Microregio Cuiabá
5 gemeenten:
Chapada dos Guimarães -
Cuiabá -
Nossa Senhora do Livramento -
Santo Antônio do Leverger -
Várzea Grande

### Microregio Rosário Oeste
3 gemeenten:
Acorizal -
Jangada -
Rosário Oeste

## Mesoregio Nordeste Mato-Grossense
3 microregio's, 25 gemeenten

### Microregio Canarana
8 gemeenten:
Água Boa -
Campinápolis -
Canarana -
Nova Nazaré -
Nova Xavantina -
Novo São Joaquim -
Querência -
Santo Antônio do Leste

### Microregio Médio Araguaia
3 gemeenten:
Araguaiana -
Barra do Garças -
Cocalinho

### Microregio Norte Araguaia
14 gemeenten:
Alto Boa Vista -
Bom Jesus do Araguaia -
Canabrava do Norte -
Confresa -
Luciára -
Novo Santo Antônio -
Porto Alegre do Norte -
Ribeirão Cascalheira -
Santa Cruz do Xingu -
Santa Terezinha -
São Félix do Araguaia -
São José do Xingu -
Serra Nova Dourada -
Vila Rica

## Mesoregio Norte Mato-Grossense
8 microregio's, 53 gemeenten

### Microregio Alta Floresta
6 gemeenten:
Alta Floresta -
Apiacás -
Carlinda -
Nova Bandeirantes -
Nova Monte Verde -
Paranaíta

### Microregio Alto Teles Pires
7 gemeenten:
Lucas do Rio Verde -
Nobres -
Nova Ubiratã -
Nova Mutum -
Santa Rita do Trivelato -
Sorriso -
Tapurah

### Microregio Arinos
6 gemeenten:
Juara -
Nova Maringá -
Novo Horizonte do Norte -
Porto dos Gaúchos -
São José do Rio Claro -
Tabaporã

### Microregio Aripuanã
8 gemeenten:
Aripuanã -
Brasnorte -
Castanheira -
Colniza -
Cotriguaçu -
Juína -
Juruena -
Rondolândia

### Microregio Colíder
8 gemeenten:
Colíder -
Guarantã do Norte -
Matupá -
Nova Canaã do Norte -
Nova Guarita -
Novo Mundo -
Peixoto de Azevedo -
Terra Nova do Norte

### Microregio Paranatinga
4 gemeenten:
Gaúcha do Norte -
Nova Brasilândia -
Paranatinga -
Planalto da Serra

### Microregio Parecis
5 gemeenten:
Campo Novo do Parecis -
Campos de Júlio -
Comodoro -
Diamantino -
Sapezal

### Microregio Sinop
9 gemeenten:
Cláudia -
Feliz Natal -
Itaúba -
Marcelândia -
Nova Santa Helena -
Santa Carmem -
Sinop -
União do Sul -
Vera

## Mesoregio Sudeste Mato-Grossense
4 microregio's, 22 gemeenten

### Microregio Alto Araguaia
3 gemeenten:
Alto Araguaia -
Alto Garças -
Alto Taquari

### Microregio Primavera do Leste
2 gemeenten:
Campo Verde -
Primavera do Leste

### Microregio Rondonópolis
8 gemeenten:
Dom Aquino -
Itiquira -
Jaciara -
Juscimeira -
Pedra Preta -
Rondonópolis -
São José do Povo -
São Pedro da Cipa

### Microregio Tesouro
9 gemeenten:
Araguainha -
General Carneiro -
Guiratinga -
Pontal do Araguaia -
Ponte Branca -
Poxoréu -
Ribeirãozinho -
Tesouro -
Torixoréu

## Mesoregio Sudoeste Mato-Grossense
3 microregio's, 22 gemeenten

### Microregio Alto Guaporé
5 gemeenten:
Conquista d'Oeste -
Nova Lacerda -
Pontes e Lacerda -
Vale de São Domingos -
Vila Bela da Santíssima Trindade

### Microregio Jauru
12 gemeenten:
Araputanga -
Figueirópolis d'Oeste -
Glória d'Oeste -
Indiavaí -
Jauru -
Lambari d'Oeste -
Mirassol d'Oeste -
Porto Esperidião -
Reserva do Cabaçal -
Rio Branco -
Salto do Céu -
São José dos Quatro Marcos

### Microregio Tangará da Serra
5 gemeenten:
Barra do Bugres -
Denise -
Nova Olímpia -
Porto Estrela -
Tangará da Serra
Acre · Alagoas · Amapá · Amazonas · Bahia · Ceará · Espírito Santo · Federaal District · Goiás · Maranhão · Mato Grosso · Mato Grosso do Sul · Minas Gerais · Pará · Paraíba · Paraná · Pernambuco · Piauí · Rio de Janeiro · Rio Grande do Norte · Rio Grande do Sul · Rondônia · Roraima · Santa Catarina · São Paulo · Sergipe · Tocantins